# Збориште у Доњој Коњуши
Збориште или зборно место у Доњој Коњуши је непокретно културно добро, заведено од стране Завода за заштиту споменика културе града Ниша. 

## Историја
Ово збориште је смештено у самом центру села, које по последњем попису има око 300 становника. Село је део општине Прокупље и припада Топличком округу. Након што су у селу Доња Коњуша откривене некропола и надгробник, који су данас испод нивоа земље, претпоставља се да ово место за састајање датира из 19. века. У самој средини Зборишта у Доњој Коњуши је старо гробље посвећено Светој Тројици, празнику који Српска православна црква обележава и слави.